# Une vie gâchée
Pour plus de détails, voir Fiche technique et Distribution.
Une vie gâchée (Verlorenes Leben) est un film allemand réalisé par Ottokar Runze, sorti en 1976.

## Fiche technique
- Titre original : Verlorenes Leben
- Titre français : Une vie gâchée
- Réalisation : Ottokar Runze
- Scénario : Peter Hirche
- Photographie : Michael Epp
- Production : Ottokar Runze
- Pays d'origine : Allemagne de l'Ouest
- Genre : drame
- Durée : 92 minutes
- Date de sortie : 1976

## Distribution
- Gerhard Olschewski : Siegfried Cioska
- Marius Müller-Westernhagen : Wenzel von Sigorski
- Gert Haucke : Commissaire Weber
- Richard Beek : Dr Joachim
- Katrin Schaake
- Henning Schlüter
- Heinz Schubert :